# D'n Bleyk

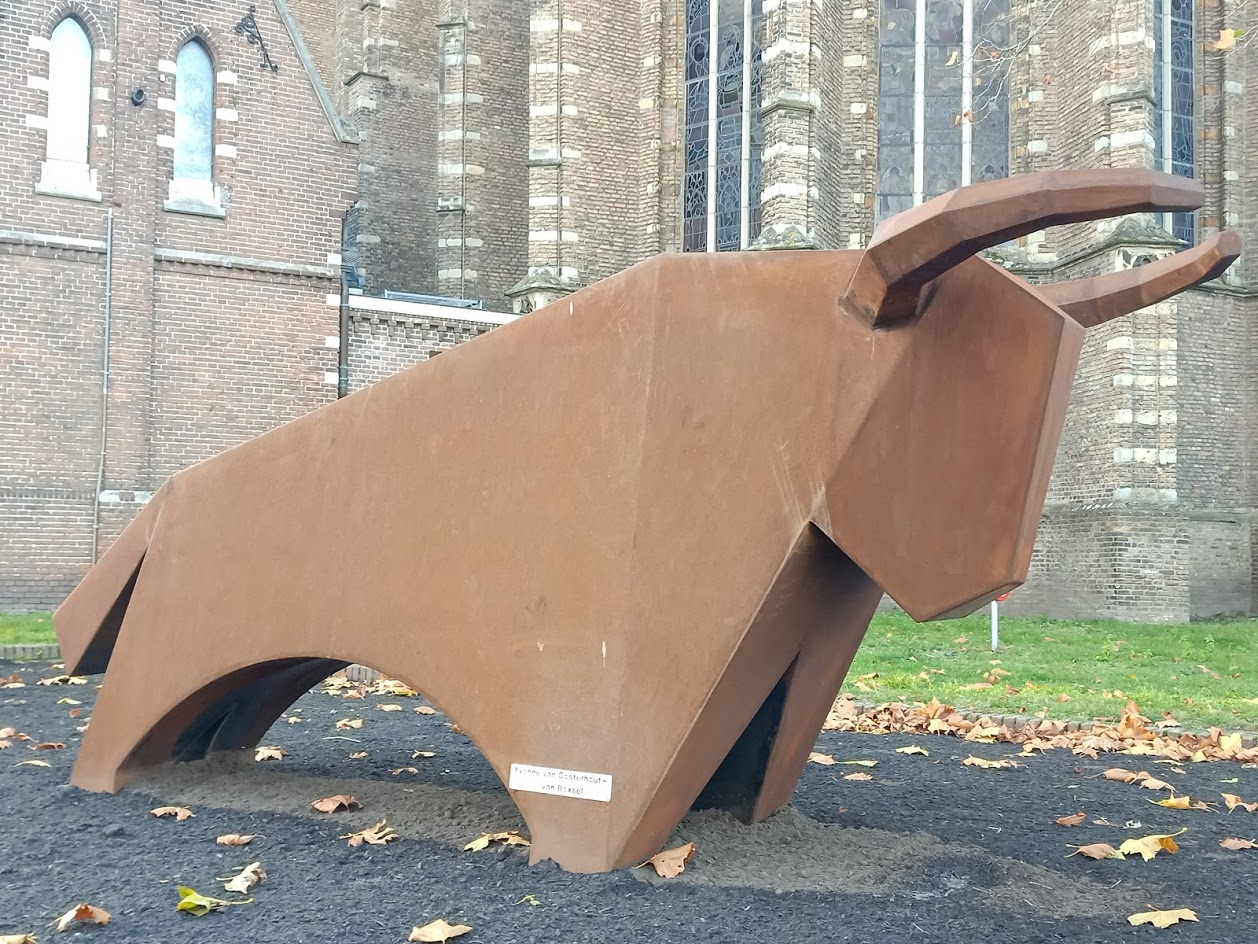
D'n Bleyk (foto: Peter van Gool)

D'n Bleyk is een levensgrote stier gemaakt van cortenstaal en staat op het dorpsplein in Terheijden in de Nederlandse provincie Noord-Brabant. Het kunstwerk staat naast de rooms-katholieke Antonius Abtkerk.
Het beeld is van de hand van Yvonne van Oosterhout en verwijst naar de veehandel die op dit plein plaatsvond. De naam D'n Bleyk verwijst evenwel naar het bleekveld op deze plek.